# ألبرت لاينغ
ألبرت لاينغ (بالإنجليزية: Ebenezer Laing)‏ هو عالم نبات غاني، ولد في 28 يونيو 1931 في كيب كوست في غانا، وتوفي في 19 أبريل 2015 في أكرا في غانا.